# Världsmästerskapen i bordtennis 2023
Världsmästerskapen i bordtennis 2023 hölls i Durban i Sydafrika mellan den 20 och 28 maj 2023.

## Medaljörer
| Gren                    | Guld                     | Silver                        | Brons                                |
| Herrsingel Detaljer...  | Fan Zhendong             | Wang Chuqin                   | Liang Jingkun                        |
| Herrsingel Detaljer...  | Fan Zhendong             | Wang Chuqin                   | Ma Long                              |
| Damsingel Detaljer...   | Sun Yingsha              | Chen Meng                     | Hina Hayata                          |
| Damsingel Detaljer...   | Sun Yingsha              | Chen Meng                     | Chen Xingtong                        |
| Herrdubbel Detaljer...  | Wang Chuqin Fan Zhendong | Jang Woo-jin Lim Jong-hoon    | Lee Sang-su Cho Dae-seong            |
| Herrdubbel Detaljer...  | Wang Chuqin Fan Zhendong | Jang Woo-jin Lim Jong-hoon    | Dimitrij Ovtcharov Patrick Franziska |
| Damdubbel Detaljer...   | Chen Meng Wang Yidi      | Shin Yu-bin Jeon Ji-hee       | Sun Yingsha Wang Manyu               |
| Damdubbel Detaljer...   | Chen Meng Wang Yidi      | Shin Yu-bin Jeon Ji-hee       | Miyu Nagasaki Miyuu Kihara           |
| Mixeddubbel Detaljer... | Wang Chuqin Sun Yingsha  | Hina Hayata Tomokazu Harimoto | Wong Chun-ting Doo Hoi Kem           |
| Mixeddubbel Detaljer... | Wang Chuqin Sun Yingsha  | Hina Hayata Tomokazu Harimoto | Kuai Man Lin Shidong                 |

## Medaljtabell
| Nr                  | Nation              | Guld | Silver | Brons | Totalt |
| ------------------- | ------------------- | ---- | ------ | ----- | ------ |
| 1                   | Kina (CHN)          | 5    | 2      | 5     | 12     |
| 2                   | Sydkorea (KOR)      | 0    | 2      | 1     | 3      |
| 3                   | Japan (JPN)         | 0    | 1      | 2     | 3      |
| 4                   | Hongkong (HKG)      | 0    | 0      | 1     | 1      |
| 4                   | Tyskland (GER)      | 0    | 0      | 1     | 1      |
| Totalt (5 nationer) | Totalt (5 nationer) | 5    | 5      | 10    | 20     |